# Nowobiriljussy
Nowobiriljussy (russisch Новобирилю́ссы) ist ein großes Dorf (selo) in der Region Krasnojarsk in Russland mit 4141 Einwohnern (Stand 14. Oktober 2010).

## Geographie
Der Ort liegt etwa 170 km Luftlinie nordwestlich des Regionsverwaltungszentrums Krasnojarsk in der Tschulymebene im äußersten Südosten des Westsibirischen Tieflands. Er befindet sich am rechten Ufer des Ob-Nebenflusses Tschulym bei der Einmündung des kleinen rechten Zuflusses Kotschetat.
Nowobiriljussy ist Verwaltungszentrum des Rajons Biriljusski sowie Sitz der Landgemeinde (selskoje posselenije) Nowobiriljusski selsowet, zu der außerdem die Dörfer Staraja Jelowka (6 km südlich) und Schutotschkino (10 km südlich) gehören.

## Geschichte
Nach Gründung des Biriljusski rajon am 4. April 1924 befand sich dessen Verwaltungssitz im 20 km nördlich ebenfalls am rechten Tschulym-Ufer gelegenen, seit dem 18. Jahrhundert bekannten Dorf Biriljussy (das im Umfeld des 17. Jahrhunderts errichteten Melezker Ostrogs entstanden war). Wegen der faktisch jährlichen Überschwemmungen des Tschulym wurde nach einem besonders folgenschweren Hochwasser 1966 entschieden, das Rajonzentrum an eine günstigere Stelle beim Dorf Tschipuschowo, Sitz des Kotschetatski selsowet (Dorfsowjet), zu verlegen. Am 28. April 1967 erhielt der Ort den Namen Nowobiriljussy („Neu-Biriljussy“), nachdem zunächst Tschulymsk – nach dem Fluss – vorgeschlagen worden war; auch der Dorfsowjet wurde am 13. März 1968 entsprechend umbenannt. Die Errichtung der neuen Siedlung war im  Wesentlichen bis 1970 abgeschlossen, und die meisten Bewohner wurden aus Biriljussy umgesiedelt (dieses hatte 1959 2755 Einwohner, 2010 noch 49). Nachdem die Rajonverwaltung bereits 1968 nach Nowobiriljussy überführt worden war, wurde das Dorf mit Entscheidung der Regionalverwaltung von 1969 und mit Bestätigung durch den Obersten Sowjet der RSFSR am 8. Februar 1971 offiziell Rajonzentrum.

## Bevölkerungsentwicklung
| Jahr | Einwohner |
| ---- | --------- |
| 1970 | 2546      |
| 1979 | 4022      |
| 1989 | 5039      |
| 2002 | 4342      |
| 2010 | 4141      |

Anmerkung: Volkszählungsdaten

## Verkehr
Das Dorf liegt der Regionalstraße 04K-002, die knapp 80 km südlich in Atschinsk an der föderalen Fernstraße R255 von Nowosibirsk nach Irkutsk beginnt und durch das südlich benachbarte Rajonzentrum Bolschoi Ului verläuft, von Nowobiriljussy weiter den Tschulym hinab nach Biriljussy. In östlicher Richtung führt eine Straße zur nächstgelegenen, etwa 40 km entfernten Bahnstation Ulanowoje beim Dorf Ulanowo an der Strecke von Atschinsk an der Transsibirischen Eisenbahn nach Lessosibirsk.
Nördlich des Dorfes befindet sich ein kleiner Flugplatz (ICAO-Code UNQL), der seit den 1990er-Jahren außer Betrieb ist.